# Gerhard Lindemann (Theologe)
Gerhard Lindemann (* 26. Juni 1963 in Uelzen; † Mai 2020 in Dresden) war ein deutscher Theologe und Kirchenhistoriker mit dem Forschungsschwerpunkt Kirchengeschichte des 19. und 20. Jahrhunderts, insbesondere Kirche in den Diktaturen in Deutschland und Ostmitteleuropa, Kirche und Antisemitismus, Kirchengeschichte Sachsens sowie Ökumenische Theologie. Von 2009 bis zu seinem Tod war er außerplanmäßiger Professor für Historische Theologie am Institut für Evangelische Theologie der Technischen Universität Dresden.

## Leben
Lindemann entstammte einem evangelischen Pfarrhaus in Niedersachsen. An der Georg-August-Universität Göttingen und der Ruprecht-Karls-Universität Heidelberg studierte er von 1982 bis 1989 Evangelische Theologie, 1990 bis 1991 folgte ein Promotionsstudium an der Kirchlichen Hochschule Berlin. Ebendort war er von 1991 bis 1992 als wissenschaftlicher Mitarbeiter beschäftigt, ehe von 1992 bis 2003 Tätigkeiten als wissenschaftlicher Assistent bzw. Mitarbeiter an der Theologischen Fakultät der Heidelberger Ruprecht-Karls-Universität folgten. 1997 promovierte er in Heidelberg mit einer Dissertation zum Thema „Typisch jüdisch“: die Stellung der Ev.-Luth. Landeskirche Hannovers zu Antijudaismus, Judenfeindschaft und Antisemitismus 1919–1949.
Ab 2003 wirkte Lindemann an der Technischen Universität Dresden. Zunächst bis 2007 war er als wissenschaftlicher Mitarbeiter am Hannah-Arendt-Institut für Totalitarismusforschung tätig, nach seiner Habilitation (2004) zur Geschichte der Evangelischen Allianz im Zeitraum 1846 bis 1879 als solcher auch als Lehrbeauftragter für Kirchengeschichte am Institut für Evangelische Theologie. 2009 war er erneut am Hannah-Arendt-Institut für Totalitarismusforschung tätig und wurde im selben Jahr zum außerplanmäßigen Professor für Historische Theologie am Institut für Evangelische Theologie. Ab 2010 war er zudem wissenschaftlicher Mitarbeiter des Instituts.
Im Mai 2020 verstarb Lindemann, nach Angaben der TU Dresden plötzlich und unerwartet.

## Schriften (Auswahl)
- „Typisch jüdisch“: Die Stellung der Ev.-Luth. Landeskirche Hannovers zu Antijudaismus, Judenfeindschaft und Antisemitismus 1919–1949. Dissertation. Duncker & Humblot, Berlin 1998, ISBN 978-3-428-09312-0.
- mit Gerhard Besier: Im Namen der Freiheit: Die amerikanische Mission. Vandenhoeck & Ruprecht, Göttingen 2005, ISBN 978-3-525-36734-6.
- Für Frömmigkeit in Freiheit: Die Geschichte der evangelischen Allianz im Zeitalter des Liberalismus (1846–1879). Habilitationsschrift. LIT, Berlin/Münster 2011, ISBN 978-3-8258-8920-3.
- als Herausgeber, mit Mike Schmeitzner: … da schlagen wir zu: Politische Gewalt in Sachsen 1930–1935. V&R Unipress, Göttingen 2019, ISBN 978-3-8470-0934-4.